# فرناندو سابينو
فرناندو سابينو (بالإنجليزية: Fernando Sabino)‏ (12 أكتوبر 1923، بيلو هوريزونتي في البرازيل - 11 أكتوبر 2004، ريو دي جانيرو في البرازيل)؛ كاتب، صحفي وروائي برازيلي. درس في جامعة ميناس جيرايس الاتحادية.

## روابط خارجية
- فرناندو سابينو على موقع IMDb (الإنجليزية)
- فرناندو سابينو على موقع قاعدة بيانات الفيلم (الإنجليزية)